# Cathédrale Sainte-Croix de Paris des Arméniens
Cette  cathédrale ne doit pas être confondue avec une autre cathédrale de Paris.
 D’autres cathédrales portent le nom de cathédrale Sainte-Croix.
La cathédrale Sainte-Croix de Paris des Arméniens, ancienne église Saint-Jean-Saint-François, est une cathédrale de culte catholique arménien située 13-15 rue du Perche, dans le 3e arrondissement de Paris dans le quartier du Marais.

## Historique
L’origine de cette église remonte au début du XVIIe siècle.
En 1623, le financier Claude Charlot qui entreprend de lotir le quartier du Temple, construit l'église Saint-Jean-Saint-François ainsi qu'un couvent attenant où s'installent des frères capucins voués à remplir le rôle de pompiers volontaires à l’époque. La chapelle de ce couvent, dit couvent des Petits-Capucins du Marais est construite l’année suivante, sous le vocable de l'« Immaculée Conception », sur l'emplacement d'un ancien jeu de paume dont un mur subsiste le long de la rue Charlot.
Le couvent lui-même est édifié quelques années plus tard, entre 1695 et 1704. De nombreuses personnalités, dont Madame de Sévigné qui habitait à proximité, fréquentent alors cette église qui est reconstruite en 1715.

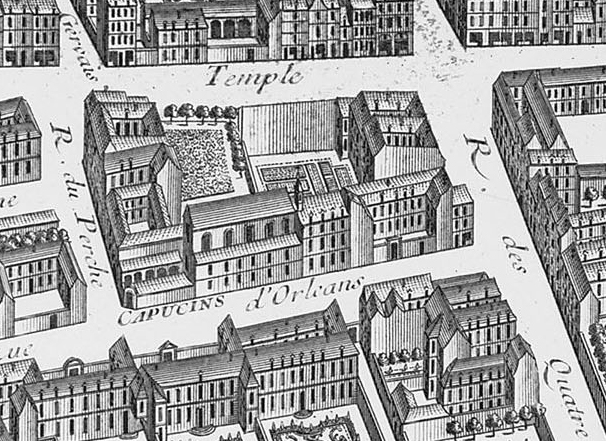
Le couvent des Capucins et son église en 1739 (plan de Turgot).
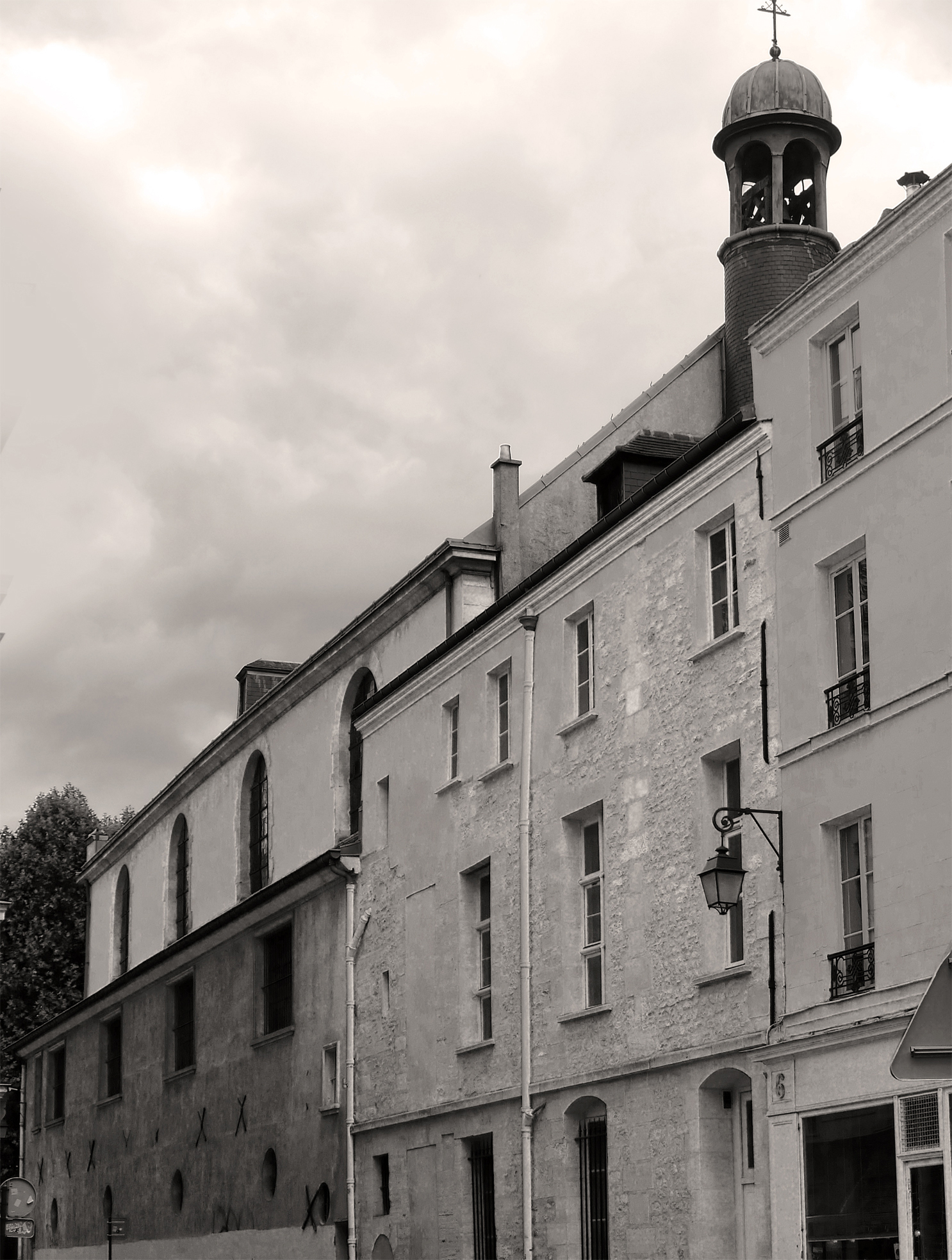
Clocheton de la cathédrale Sainte-Croix vue de la rue Charlot.

À la Révolution le couvent est détruit puis loti sauf la chapelle qui devient en 1791 église paroissiale de « Saint-François d'Assise ». L’église, fermée en 1793 puis achetée par la ville de Paris en 1798 pour la somme de 60 000 francs, est rendue au culte en 1803 après le Concordat ; elle est alors administrée par le clergé de l'église Saint-Jean-en-Grève d'où son nouveau nom de « Saint-Jean-Saint-François ».
L'église est agrandie entre 1828 et 1832 et son porche est reconstruit par Victor Baltard en 1855. Entre-temps Cavaillé-Coll y réalise une de ses premières orgues parisiennes en 1844.
En 1970, l'église, alors fermée au culte, est confiée par le cardinal Marty à la communauté arménienne qui était en recherche d'une église paroissiale. L'église est primitivement appelée « Saint-Jean-Sainte-Croix », puis « cathédrale Sainte-Croix de Paris » lorsque l'Exarchat des Arméniens catholiques est élevé au rang d'éparchie en 1986.

## Extérieur
Victor Baltard conçoit une nouvelle entrée pour l’église Saint-Jean-Saint-François sous la forme d’un porche monumental plaqué sur l’élévation antérieure de l’église. Ce porche au style éclectique mélange les inspirations puisées dans l’art roman et de la Renaissance avec un fronton décoré de festons et de pilastres doriques et des médaillons représentant Saint François d'Assise en extase et les emblèmes de Saint Jean-Baptiste.

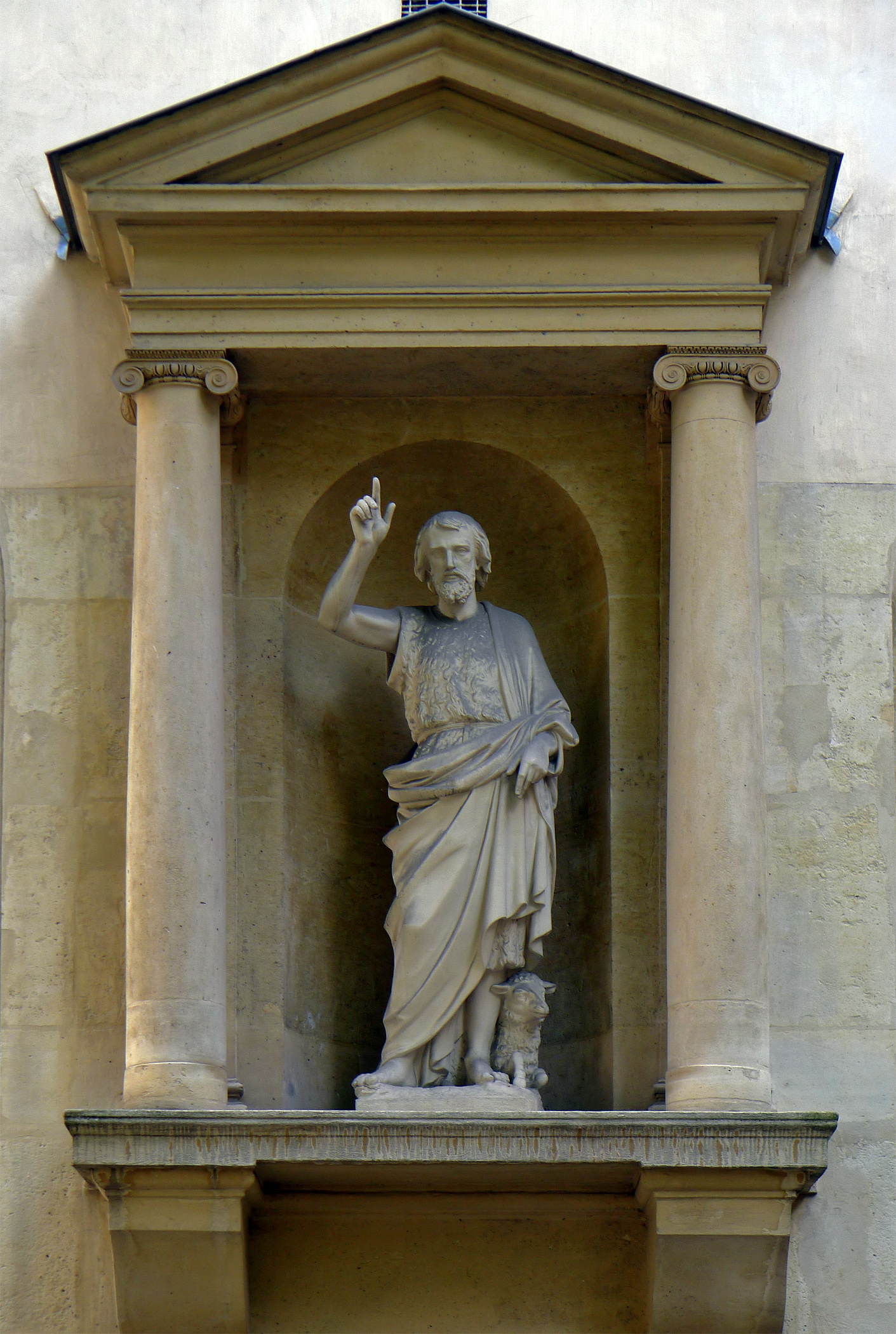
Statue de saint Jean-Baptiste.
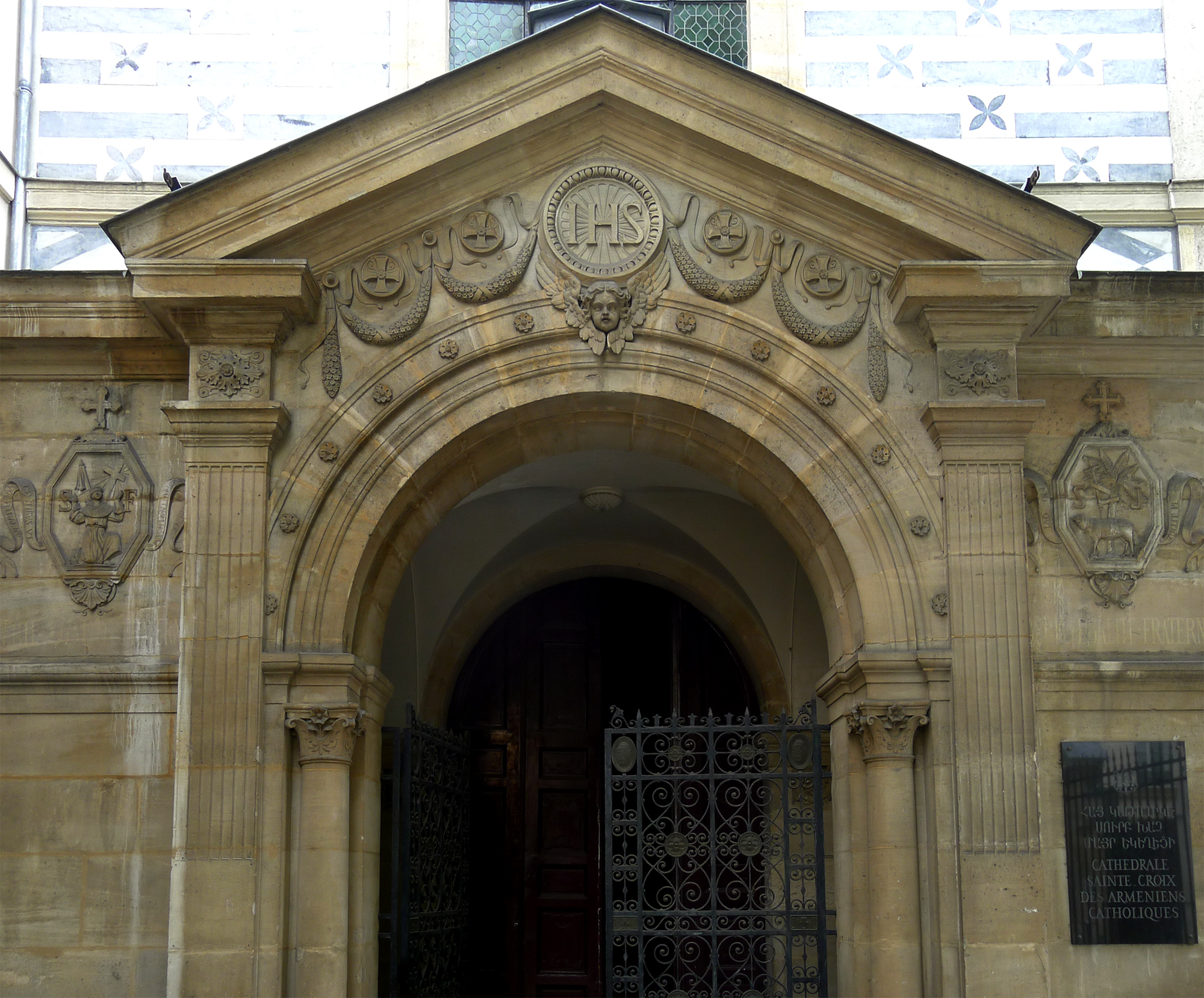
Détail du porche de Baltard.
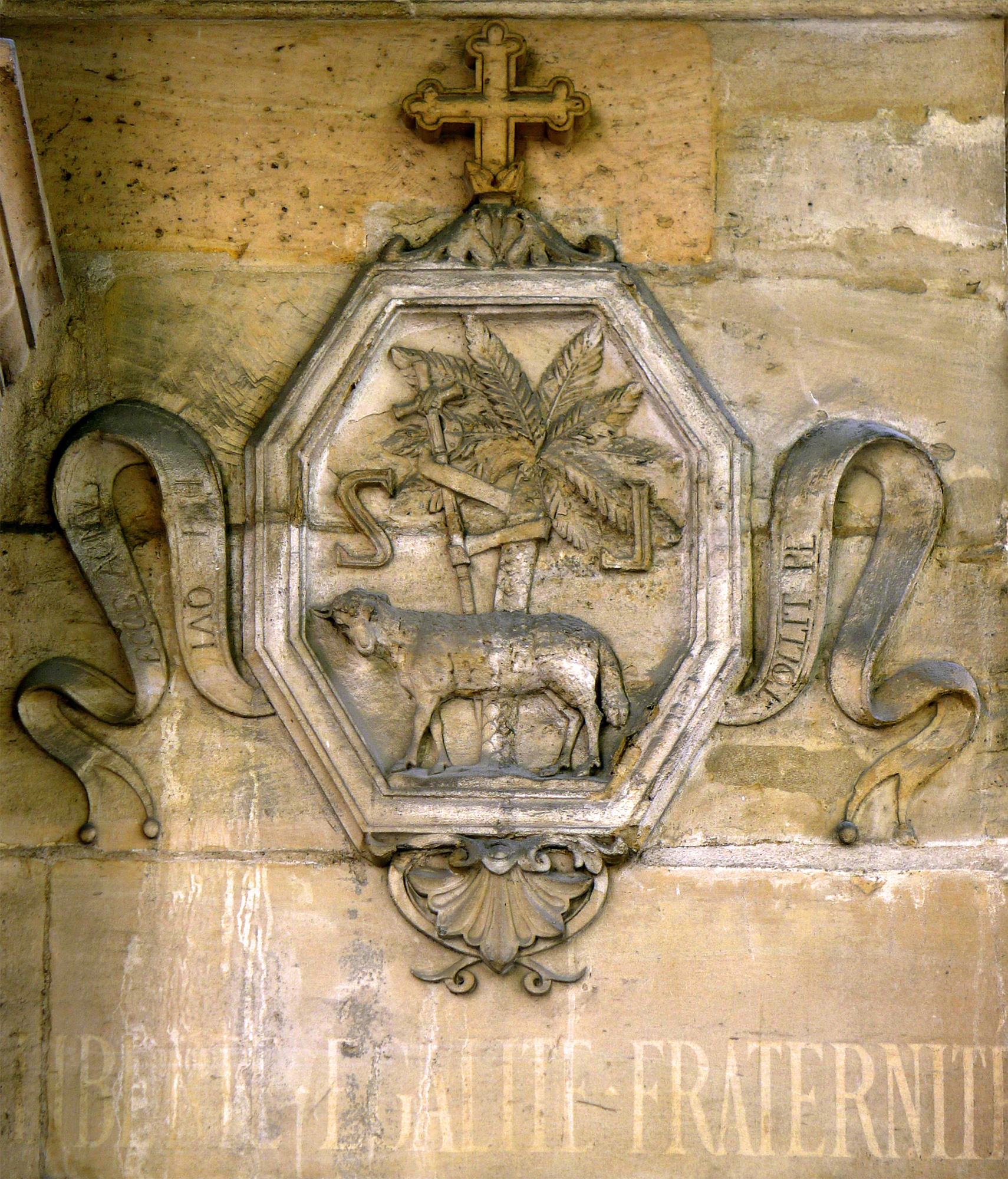
Portique (détail) : blason aux armes de saint Jean-Baptiste.
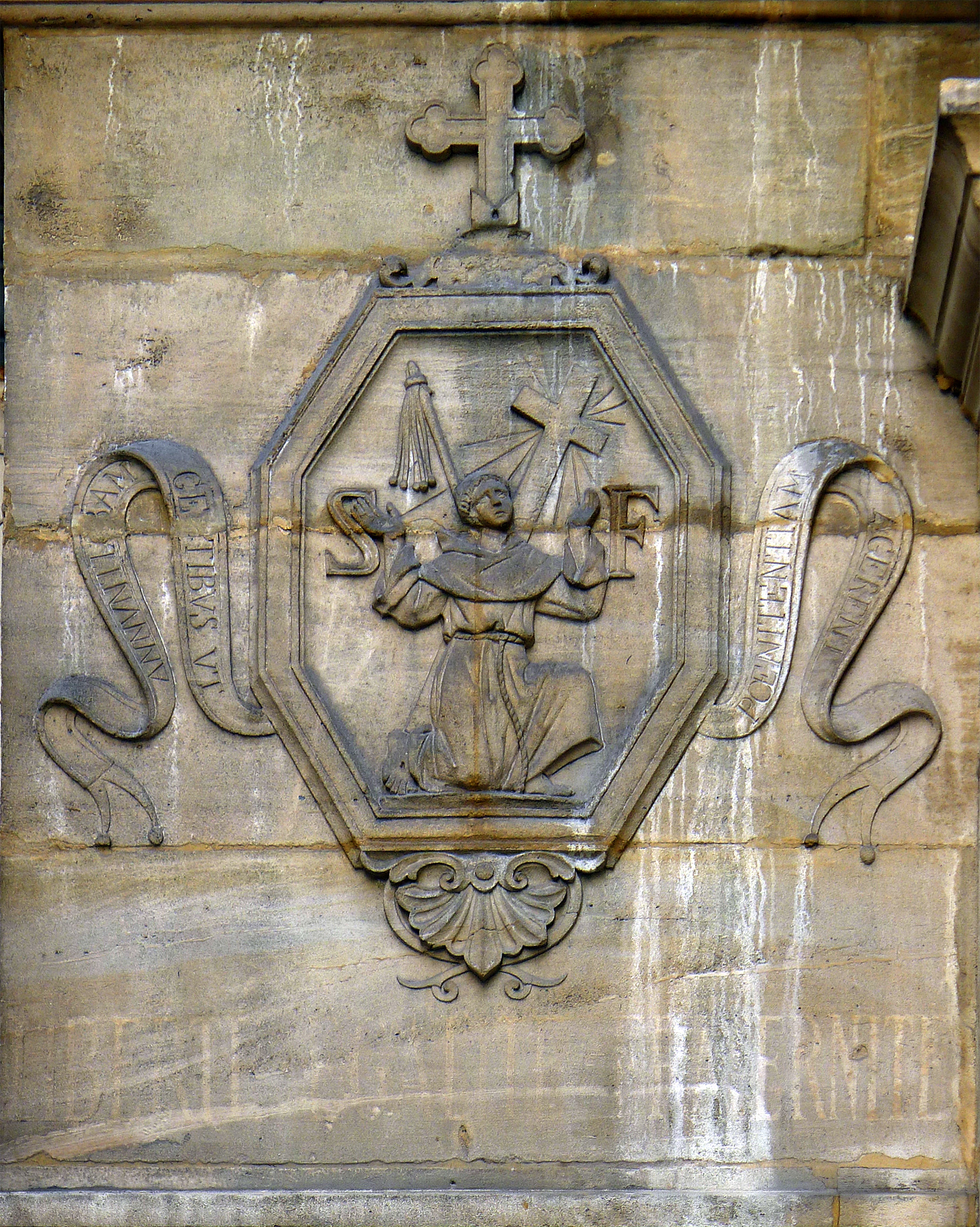
Portique (détail) : blason aux armes de saint François.

## Intérieur
L'église est organisée selon un plan basilical avec un bas-côté unique et sa nef est couverte d'une voûte en berceau percée d'ouvertures donnant sur des vitraux.
Elle renferme une magnifique sculpture Saint François en extase par Germain Pilon (1583-1585), et un Saint Denis des frères Marsy (1641).
Pour les tableaux : plusieurs toiles de Frère Luc dans le chœur, mais aussi Le Sacrifice de Noé par Hugues Taraval et des peintures du XIXe siècle dues notamment à Ary Scheffer, Thomas Degeorge et Jean-Pierre Franque.
L'intérieur de l'église ainsi que de nombreuses toiles ont été restaurés en 2019 et en 2020, par la Mairie de Paris aidée par un mécène.

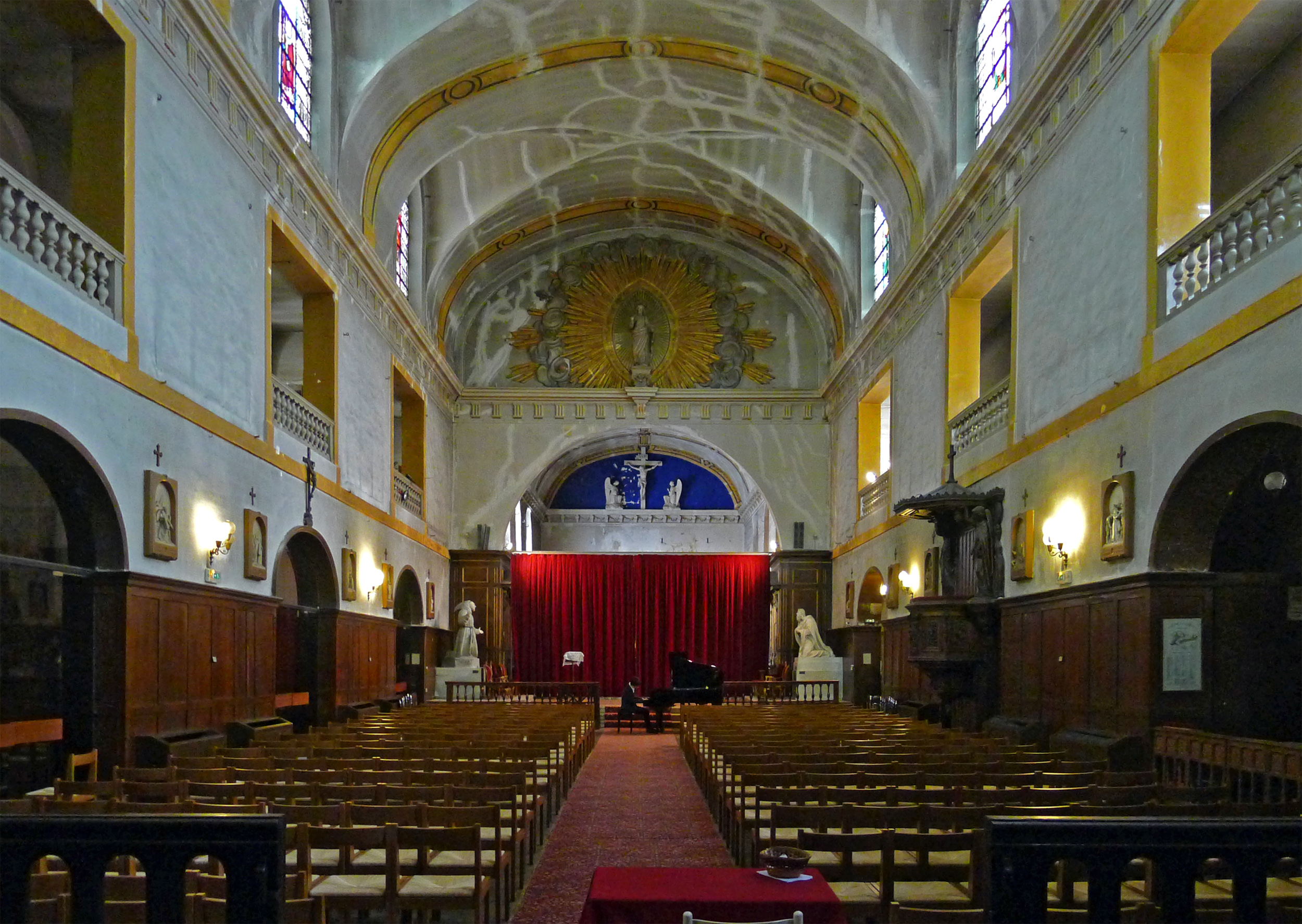
La nef principale avant restauration.
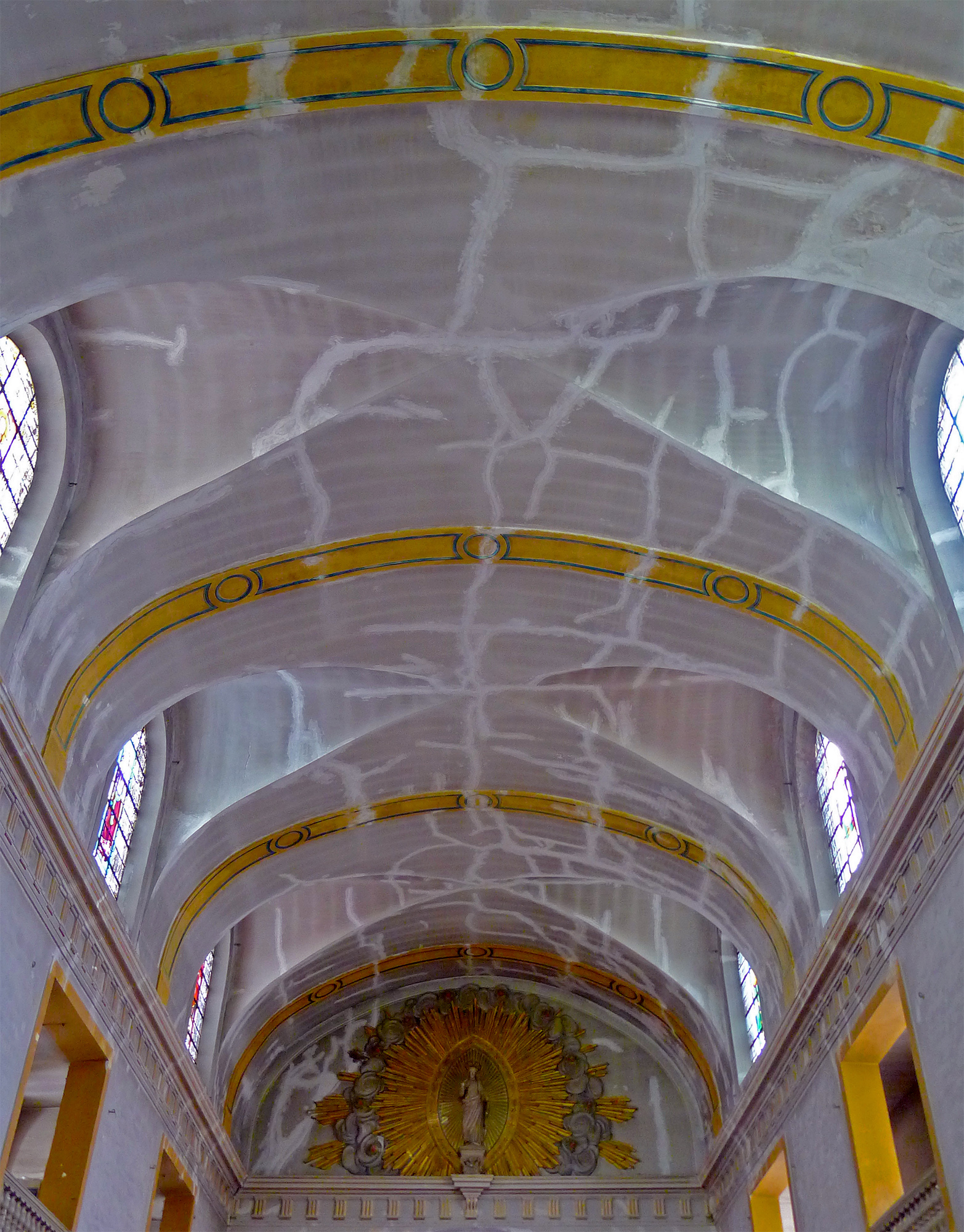
Détail des voûtes de la nef avant restauration.
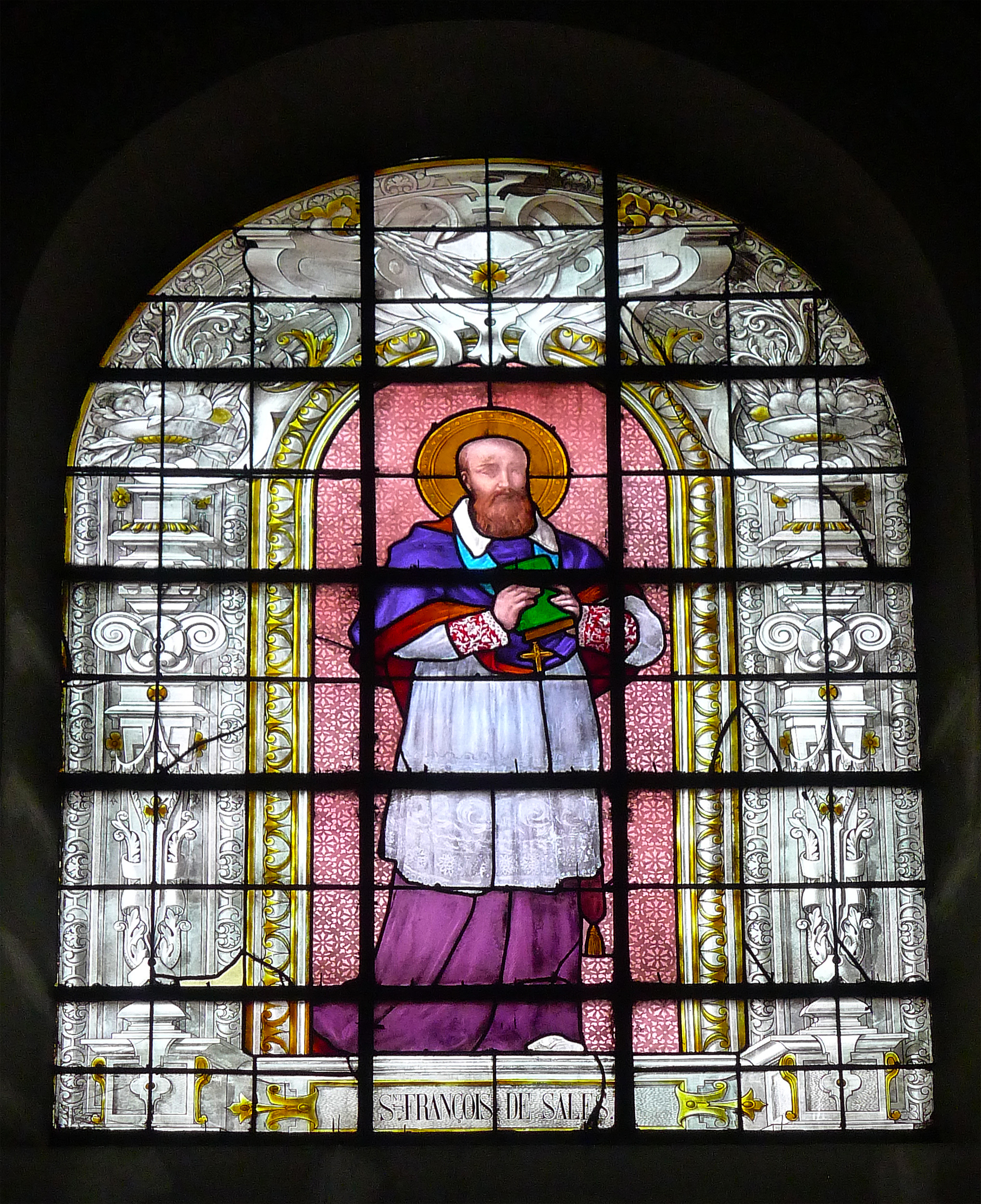
Vitrail représentant saint François-de-Sales.

## Orgues

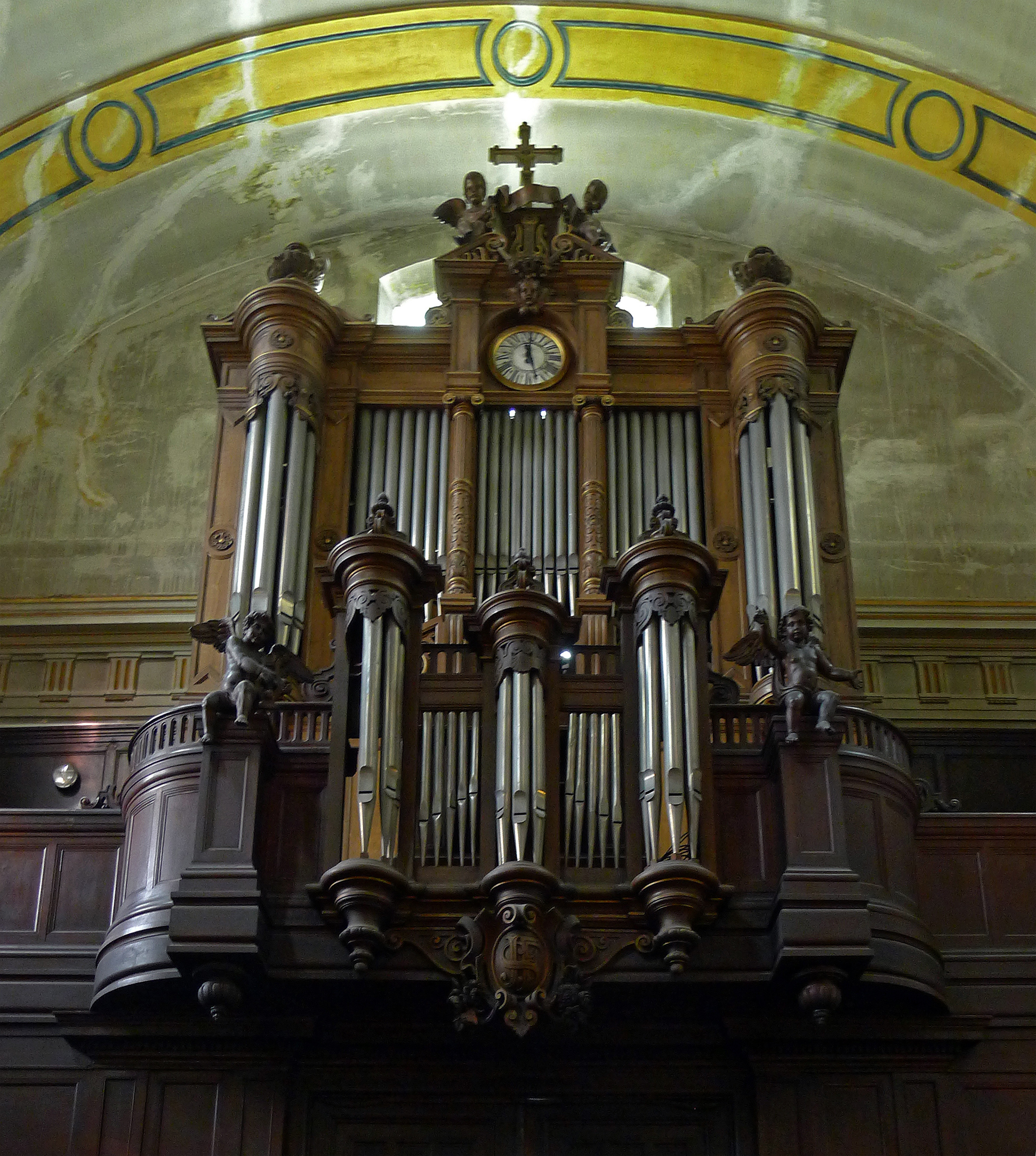
Orgue de tribune.

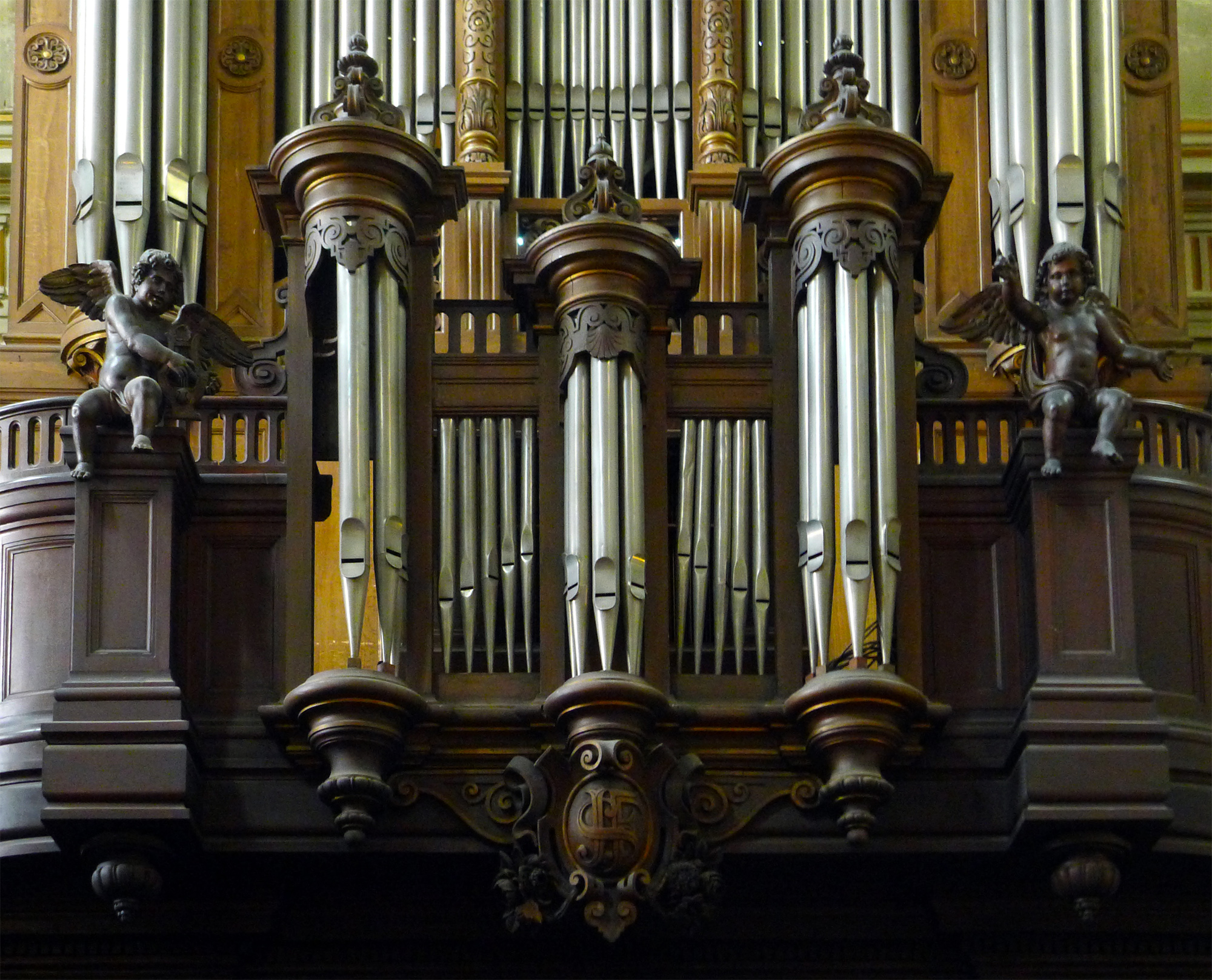
Orgue de tribune (détail).

L'église possède deux orgues, un orgue de tribune et un plus petit situé dans le chœur, tous deux réalisés par Cavaillé-Coll. De célèbres musiciens y ont joué depuis 1850, parmi lesquels César Franck, Léo Delibes et Jules Massenet.

### Orgue de tribune
L'orgue de tribune date de 1844. Il possède 19 jeux sur deux claviers manuels et pédalier. Les transmissions sont mécaniques. Le buffet et la partie instrumentale sont classés aux Monuments Historiques.
Composition
| Grand-Orgue         |
| Montre 8'           |
| Bourdon 8'          |
| Flûte Harmonique 8' |
| Salicional 8'       |
| Unda Maris 8'       |
| Prestant 4'         |
| Nasard 2 2/3'       |
| Doublette 2'        |
| Tierce 1 3/5'       |
| Plein-Jeu IV        |

| Récit expressif     |
| Gambe 8'            |
| Flûte douce 8'      |
| Flûte octaviante 4' |
| Octavin 2'          |
| Trompette 8'        |
| Cromorne 8'         |
| Hautbois 8'         |

| Pédale        |
| Soubasse 16'  |
| Quinte 5 1/3' |

### Orgue de chœur
L'orgue de chœur date de 1850. Il possède deux claviers manuels et un pédalier (ce dernier sans jeu propre, en tirasse permanente sur le 1er clavier). Les transmissions sont mécaniques.
Composition
| 1er clavier 54 notes |
| Gambe 8'             |
| Bourdon 8'           |
| Dulciane 4'          |
| Trompette 8'         |

| 2e clavier 54 notes   |
| Flûte harmonique 8'   |
| Prestant 4'           |
| Doublette 2'          |
| Dessus de hautbois 8' |

| Pédalier 20 notes     |
| en tirasse permanente |
| sur le G.O.           |